# 宮田亜佐
宮田 亜佐（みやた あさ、1928年 - 没年不明）は日本の推理作家。神奈川県三浦市生まれ。幻影城新人賞の最終候補作品「お精霊舟（おしょうろぶね）」でデビューした。宮田一誠（みやた いっせい）名義でも長編を刊行している。

## 来歴
本名は亀田好雄。旧善隣外事専門学校中退。三浦市役所に勤務。1975年に募集が開始された第1回幻影城新人賞小説部門に「お精霊舟（おしょうろぶね）」を投じ、受賞は逃したものの「推薦新人」の作として掲載され、デビューした。同じ回で同じく推薦新人としてデビューした作家に筑波耕一郎がいる。この回の入選は村岡圭三、佳作は泡坂妻夫、田中文雄だった。
幻影城新人賞の受賞者を中心に結成された「影の会」のメンバー。デビュー作を含め、『幻影城』に5短編が掲載されている。また、幻影城ノベルスからは長編『火の樹液』が刊行されている。

## 作品リスト

### 雑誌掲載
幻影城
- お精霊舟 （No.15、1976年3月号）
  - 『甦る「幻影城」Ⅲ 不朽の名作』（1998年3月、角川書店 カドカワ・エンタテインメント）
- 白い釣瓶 （No.17、1976年5月号）
- 実朝の首 （No.21、1976年8月号）
- 決算委員会 （No.30、1977年5月号）
- ガセネタ・ヤポン （No.39、1978年新年増刊号）

### 単行本
宮田亜佐名義
- 火の樹液 （1978年4月、幻影城 〈幻影城ノベルス〉）

宮田一誠名義
- 三浦岬『民話』殺人事件 （1987年3月、廣済堂出版 〈廣済堂ブルーブックス〉）ISBN 978-4331052631
- 三浦半島殺人岬 （1988年5月、大陸書房 〈大陸ノベルス〉）ISBN 978-4803315042